# ذكاء الكلاب (كتاب)
ذكاء الكلاب هو كتاب عن ذكاء الكلاب كتبه ستانلي كورين، أستاذ علم نفس الكلاب في جامعة كولومبيا البريطانية في فانكوفر. نُشر الكتاب في عام 1994، وهو يشرح نظريات كورين حول الاختلافات في الذكاء بين سلالات الكلاب المختلفة. نُشرت كورن طبعة ثانية في عام 2006.
يحدد كورين ثلاثة جوانب من ذكاء الكلاب في الكتاب: الذكاء الغريزي، الذكاء المتكيف، والذكاء العامل والطاعة. يشير الذكاء الغريزي إلى قدرة الكلب على القيام بالمهام التي يُربّى من أجلها، مثل الرعي، أو الإشارة، أو الالتقاط، أو الحراسة، أو الرفقة. يشير الذكاء التكيفي إلى قدرة الكلب على حل المشاكل من تلقاء نفسه. يشير ذكاء العمل والطاعة إلى قدرة كلب على التعلم من البشر.

## الطرق
يركز ترتيب الكتاب على ذكاء العمل والطاعة. أرسل كورين طلبات تقييم إلى نادي كينيل الأمريكي وقضاة محاكمة الطاعة الكندية، وطلب منهم ترتيب السلالات من حيث الأداء، وتلقى 199 ردًّا، تمثل حوالي 50 في المئة من المربين الذين يدربون كلابهم على الطاعة في أمريكا الشمالية. اقتصرت التقييمات على السلالات التي تتلقى ما لا يقل عن 100 من استجابات المُربين. تهدف هذه المنهجية إلى إزالة النتائج الزائدة التي قد تنجم عن تبسيط بسيط لدرجات الطاعة عن طريق السلالة.
وجد كورين اتفاقًا جوهريًا في تصنيفات المُربين في مجال ذكاء العمل والطاعة، حيث أتت النتائج بشكل إيجابي دائم بالنسبة لنوعية بوردر كوليس مما يصنفها في العشرة الأوائل، بينما حصلت كلاب الصيد الأفغانية باستمرار على أدنى المستويات. كانت أعلى تصنيفات لذاكاء الكلاب في هذه الفئة من نصيب كولدر بوردر، بوودز، وكلب الراعي الألماني، وكلب المسترد الذهبي، ودوبرمان.
لم يتم تضمين الكلاب ذات السلالات المعترف بها من قبل نادي بيت الكلب الأمريكي أو نادي بيت الكلب الكندي مثل جاك راسيل تيريير في تصنيفات كورين.

## التقييم
عندما ظهرت قائمة الذكاء من كورين لأول مرة كان هناك الكثير من اهتمام وسائل الإعلام والتعليق على حد سواء المؤيد والمعارض. ولكن على مر السنين أصبح تصنيف السلالات والمنهجية المستخدمة مقبولًا كشرح صحيح للاختلافات بين سلالات الكلاب من حيث جانب قابلية تنمية ذكاء الكلب. بالإضافة إلى ذلك، أكدت قياسات اختبارات ذكاء الكلاب باستخدام طرق أخرى مختلفة النمط لهذه التصنيفات بما في ذلك دراسة جديدة باستخدام تقييمات المالك لترتيب قابلية تدريب الكلاب والذكاء. صُنّفت 79 مرتبة بالإضافة إلى 52 أخرى، ما مثّل مجموعه 138 سلالة كالآتي:

### أكثر الكلاب ذكاءًا
- فهم الأوامر الجديدة: في أقل من خمس مرات يتكرر فيها الأمر.
- إطاعة الأمر من أول مرة: 95% من المرات أو أفضل.[18]

1. بوردر كوليز
2. كلب البطباط
3. كلب الراعي الألماني
4. المسترد الذهبي
5. دوبرمان
6. كلب شتلاند الراعي
7. لابرادور ريتريفر
8. بابيلون
9. روت فايلر
10. كلب المراعي الأسترالي

### كلاب تؤدي عمل ممتاز
- فهم الأوامر الجديدة: من 5 إلى 15 تكرارًا.
- إطاعة الأمر من أول مرة: 85٪ من المرات أو أفضل.[18]

1. بيمبروك كورجي الويلزي
2. شناوتسر منمنم
3. السبنيلي الإنلجيزي الصغير
4. كلب الصيد البلجيكي
5. شيبركي
6. كلب الراعي البلجيكي
7. كلب كولي الضخك
8. كيشوند
9. قصير الشعر الألماني
10. الكلب كيثف الفرو
11. السبنيلي الإنجليزي الكبير
12. شناوتسر عادي
13. بريتاني
14. كلب مصارعة الديوك
15. الوايمري
16. كلب المالينو البلجيكي
17. كلب جبال البيرنييه
18. كلب بوميراني
19. سبنيلي الماء الأيرلندي
20. فيزلا
21. كلب كورجي الويلزي

### كلاب بمعدل ذكاء فوق الطبيعي
- فهم الأوامر الجديدة: من 80 إلى 100 تكرارًا.
- إطاعة الأمر من أول مرة: 75٪ من المرات أو أفضل.[18]

1. كلب خليج شيسابيك
2. بولي
3. كلب يوركشاير
4. شناوتسر عملاق
5. كلب الماء البرتغالي
6. أرديل (كلب)
7. كلب رعي البقر الفرنسي
8. كلب بوردر
9. بريار
10. سبنيلي سبرينغر الويلزي
11. كلب الرعي الأسترالي
12. كلب مانشستر
13. سامويد
14. سبنيلي الحقول
15. نيوفاوندلاند
16. الكلب الأسترالي
17. كلب ستافورد شاير الأمريكي
18. جوردون سيتر
19. كلب كولي الملتحي
20. كلب كارين
21. كلب كيري بلو
22. كلب الساطر الأيرلندي
23. طلب الصيد الاسكندنافي الضخم
24. أفينبنشر
25. الكلب حريري الشعر الأسترالي
26. دوبرمان صغير
27. كلب الساطر الإنجليزي
28. كلب فرعوني
29. سبنيلي التسلق
30. الكلب النرويجي
31. كلب دلماسي

### كلاب بمعدل ذكاء طبيعي
- فهم الأوامر الجديدة: من 25 إلى 40 تكرارًا.
- إطاعة الأمر من أول مرة: 50٪ من المرات أو أفضل.[18]

1. كلب رعي القمح
2. كلب بدلنتون
3. كلب الثعالب الأليف
4. كلب مُلتفّ الشعر
5. كلب صيد الثعالب الأيرلندي
6. الكلب المحري الخسيس
7. كلب الراعي الأسترالي
8. السلوقي
9. سبيتس فنلندي
10. البوينتر
11. سبنيلي الفارس شارل
12. الكلب مُجعّد الشعر الألماني
13. كلب صيد الراكون الأسود
14. سبنيلي الماء الأمريكي
15. هسكي سيبيري
16. الكلب مُجعد الشعر الفرنسي
17. كلاب الهافانا
18. سبنيلي الملك شارل
19. السبنيلي التبتي
20. كلب صيد الثعالب الإنجليزي
21. كلب صيد القندس
22. كلب جاك راسيل
23. كلب صيد الثعالب الأمريكي
24. كلاب سلوقية
25. الكلب سلكي الشعر
26. كلب غرب المرتفعات الأبيض
27. كلب صيد الغزال السويدي
28. كلب البوكسر
29. الكلب الدانماركي الضخم
30. داشهند
31. كلب شيبا اينو
32. كلب ستافوردشاير
33. ملموت ألاسكي
34. الكلاب السلوقية
35. لب شار بي الصيني
36. كلب فوكس وير
37. الكلب الروديسي دنماركي الأصل
38. كلب الصيد الايبيزي
39. الكلب الويلزي
40. الكلب الأيرلندي
41. كلب بوسطن
42. أكيتا

### كلاب بمعدل ذكاء مقبول
- فهم الأوامر الجديدة: من 40 إلى 80 تكرارًا.
- إطاعة الأمر من أول مرة: 30٪ من المرات أو أفضل.[18]

1. كلب سكاي
2. كلب نورفولك
3. ترير سيلهان
4. الباك
5. بولدوغ فرنسي
6. بروكسل غريفون
7. كلب مالطي
8. كلب الصيد اللإسطالي الرمادي
9. كوتون دي تولير
10. الكلب الصيني ذو العرف
11. ترير داندي تينمونت
12. غريف فيندين طويل الجسم
13. ترير التبت
14. الكلب الياباني
15. ترير لاكلاند
16. كلب الراعي الإنجليزي
17. البيرينيه الكبير
18. الترير الإسكتلندي
19. سانت برنارد
20. بول تيريير
21. شيواوا (كلب)
22. لاسا أبسو
23. بول ماستيف

### كلاب ذات أقل معدل ذكاء
- فهم الأوامر الجديدة: من 40 إلى 80 تكرارًا.
- إطاعة الأمر من أول مرة: 30٪ من المرات أو أفضل.[18]

1. تشيه تزو
2. كلب الصيد طويل الجسم
3. كلب الدرواس الضخم
4. بيغل
5. بكيني (كلب)
6. الكلب البوليسي
7. بورزوي
8. كلب التشاو تشاو
9. بلدغ
10. باسينجي
11. كلب الصيد الأفغاني